# Víctor Rosado
Víctor Rosado (28 novembre 1956) è un ex hockeista su pista portoghese.